# 雀巢
雀巢公司（法語：Société des Produits Nestlé S.A.，簡稱Nestlé S.A.或Nestlé，法語發音：[nɛsle]; 英語 /ˈnɛsleɪ/, /ˈnɛsəl/, /ˈnɛsli/），是一間瑞士跨国食品和饮料公司，总部位於瑞士沃州沃韦，在全球拥有500多家工厂。它是世界上最大的食品制造商。最初是以生产婴儿食品起家，後來開始生产巧克力棒和速溶咖啡。雀巢公司是美国《财富》杂志2015年评选的全球最大500家公司的排行榜中的第72名。此公司亦被《福布斯》杂志评选为2017年全球规模最大的上市公司第34名。

## 历史
- 1864年，「雀巢之父」亨利·内斯莱针对当时居高不下的婴儿死亡率，发明生产了婴儿营养麦片粥。
- 1866年，亨利·内斯莱创建雀巢公司，并以自己的盾形纹章──鸟（雀巢）——作为公司的标志，这就是后来闻名全球的雀巢公司的雏形。
- 1868年，亨利·内斯莱在巴黎、法兰克福、伦敦设立了销售点。130多年来，正是由于亨利·内斯莱的影响，雀巢公司成长为国际化的公司。
- 1890年—1902年期间，雀巢陆续在欧美设厂，并与现在雀巢公司另一个源头英瑞炼乳公司合并，成为当时世界级食品巨头。
- 1947年，雀巢公司与瑞士美极合并，销售额从8.33亿瑞士法郎提高到13.4亿瑞士法郎。
- 1970年代，非洲和南美等地不断有婴幼儿因喝过雀巢公司出产的乳制品而生病，人数包括死者每年达到1000万人。为此，美国等地的消费者从1973年起发起了一场长达十多年的拒买雀巢（英语：Nestlé boycott）食品的运动。直到1984年，雀巢公司承认并实施世界卫生组织有关经销母乳替代品的国际法规，国际抵制雀巢产品运动委员会才宣布抵制运动结束。
- 1984年，收购美国食品巨头三花公司。
- 1988年，和东莞糖酒集团有限公司建立东莞雀巢有限公司，主要生产速溶咖啡及相关产品。
- 1988年，收购意大利公司堡康利。
- 1988年，收购生产奇巧（Kit-Kat）和聪明豆巧克力、以蔡頌祈為首的英国糖果公司能得利（Rowntree Macintosh）。
- 1994年，雀巢以新台幣11億元現金收購台灣第一家乳品公司福樂食品全部股權及其所有商標及專利權。
- 1999年，收购中国调味食品企业太太乐。
- 2001年，與可口可乐公司合資成立公司Beverage Partners Worldwide（全球飲料夥伴，BPW），雙方各佔50％股權，聯合發展紅茶與綠茶的飲料業務。可口可樂主要負責產品的分銷和生產，雀巢主要负责产品的规划、设计、研发和品牌支持。
- 2002年，埃塞俄比亚政府把雀巢当地的分公司收归国有，雀巢意图向該國政府索償八亿美元，引起举世指责。后来雀巢让步，愿意将赔款减至一亿美元，并将赔款用于建设当地，事件暂时平息。
- 2002年8月6日，以26亿美元收购美国厨师公司（ChefAmerica）。
- 2008年4月，诺华斥資104億美元向雀巢收購愛爾康24.85%（7400萬股）股權，每股143.18美元。當時交易條件還包括自2010年1月起，諾華可另外向雀巢購買愛爾康52%股權。
- 2009年1月4日，诺华以每股180美元價格，斥資281億美元向雀巢收購愛爾康52%股權。
- 2010年1月5日，以37億美元現金收購美國卡夫旗下美國及加拿大的的速凍薄餅業務。該業務包括的比薩品牌有DiGiorno，Tombstone，CaliforniaPizzaKitchen（加州匹薩廚房），Jack's和Delissio。在美國和加拿大，雀巢公司已通過Stouffer's，LeanCuisine，Buitoni，HotPockets和LeanPocket等品牌建立起速食食品和便攜食品品類的領導地位。
- 2011年4月17日，與廈門銀鷺食品集團[7]（銀鷺集团）签署合资协议，获得银鹭集团60%股权。銀鷺2010年的銷售額為7.5億瑞士法郎（約合54.6億元人民幣）。
- 2011年7月11日，以21億新元（約17億美元）收購中國最大糖果制造商徐福記國際（Hsu Fu Chi）的60%股權。徐氏家族將向雀巢出售16.48%的股份，但據合併協議仍持有合資公司40%的股份。
- 2012年1月6日，雀巢和可口可樂同意將在全球範圍內對半合資的BPW業務範圍縮小到歐洲和加拿大地理範圍。全球其他地區可口可樂不再幫忙銷售和生產雀巢茶飲。不過台灣和香港地區可口可樂和雀巢仍將就雀巢冰爽茶品牌簽署許可協議。[8]
- 2012年4月23日，以118.5億美元收購輝瑞旗下的嬰兒食品部門惠氏奶粉業務。
- 2012年11月28日，和記黃埔醫藥同意與雀巢公司旗下雀巢健康科學公司（Nestle Health Science）合資營養科學合伙有限公司（Nutrition Science Partners），發展以傳統中藥為基礎的腸道治療；雙方各持一半股權。
- 2014年2月12日，欧萊雅集團（L'Oreal SA）同意以60億歐元（82億美元）回購雀巢持有的8%的持股。欧萊雅將支付現金34億歐元買雀巢持有的2730萬持股。同時以雀巢的瑞士皮膚醫學產品合資企業高德美（Galderma）50%股權賣給雀巢，交換股票價值達26億歐元的2120萬股股票。雀巢持有的欧萊雅股權將從29.4%降至23.29%，貝登古家族的股權將從30.6%增至33.31%。
- 2015年10月15日，從11月開始可口可樂不再幫忙在台灣銷售和生產雀巢茶飲。[9]雀巢茶飲開始淡出台灣市場。
- 2016年6月，與愛之味合作，雀巢茶品重回台灣，交由台灣第一生化科技代工生產。愛之味成為雀巢茶品台灣總代理。
- 2017年12月6日，以23億美元收購加拿大健康食品公司Atrium Innovations。
- 2018年5月8日，雀巢與星巴克締結全球咖啡聯盟，雀巢將以71.5億美元現金收購星巴克門市以外的全球市場零售及分銷星巴克品牌包裝產品的權利。
- 2018年10月，雀巢中国推出“幸善”“自然食客”和“MuscleHunt 肌猎”三个新品牌。[10]
- 2019年10月8日，以102億瑞士法郎（約合103億美元）將皮膚健康業務Nestlé Skin Health S.A出售給殷拓集團和阿布扎比投資局（ADIA）的全資子公司牽頭的財團。出售完成後，雀巢旗下不再擁有皮膚健康業務，同時該業務重新更名為高德美。
- 2020年11月25日，雀巢同意向Food Wise有限公司出售银鹭花生奶和银鹭罐装八宝粥在华业务，交易双方同意对此次交易的财务条款不予以披露。据了解，Food Wise有限公司由银鹭创始人陈清水家族控股。
- 2021年2月16日，雀巢同意将其在美国和加拿大的水品牌出售给One Rock Capital Partners和Metropoulos ＆ Co。出售预计在春季完成，其中包括山泉水品牌、纯净水品牌和送货服务。该次出售计划不包括Perrier品牌、S.Pellegrino品牌和Acqua Panna品牌。交易于2021年4月上旬完成[11]。

- 2022年，由於2022年俄羅斯入侵烏克蘭，雀巢不願意配合退出俄羅斯，遭到匿名者入侵竊取10GB的資料。揚言還再繳稅給「克里姆林罪犯政權」的公司，若不在48小時內退出該地市場，就會成為他們的攻擊目標。[12]

- 2025年3月3日，雀巢与徐福记達成协议，收购徐福记创始人徐氏家族（徐氏四兄弟）40%的股权，全资控股徐福记，自此徐福记正式纳入雀巢旗下子公司[13]。

## 收購雪糕品牌
從20世纪90年代開始，雀巢不斷在世界各国收购知名雪糕品牌，例如：澳大利亞的Peter's、香港的「牛奶公司」等。在收購的初期，只在原有品牌前冠上「雀巢」名字，到後來公司全球旗下的雪糕品牌，统一改用「雀巢」為品牌名稱。
2016年10月，雀巢与成立于1985年英国冰淇淋企业R&R合作，成立冰淇淋、冷冻食品及冰鲜乳制品合资企业Froneri。该企业结合了雀巢即R&R在欧洲、中东（除以色列）、阿根廷、澳大利亚、巴西、菲律宾及南非的冰淇淋业务，也包含了雀巢公司在欧洲的冷冻食品业务（如意大利披萨及零售冷冻食品）和在菲律宾的冰鲜乳制品业务。其拥有大约1.25万雇员，涉及20多个国家，总部位于英国伦敦，执行总裁为前R&R总裁 Ibrahim Najafi。
2019年5月14日Froneri以3.8億紐幣收購恆天然合作社集團旗下冰淇淋公司帝紐（Tip Top）
2019年12月15日雀巢以40億美元（約312億港元）出售美國雪糕業務，包括Haagen-Dazs、Dreyer's及Drumstick等知名品牌給Froneri。

## 食安品管事件

### 奶粉碘含量超標
2005年，雀巢兒童成長奶粉在中國被檢測出含碘量超標，相關產品全面下架。公司聲明是原料的天然碘含量波動造成。

### 重金屬嬰兒食品
2011年4月英國「星期日電訊報」報導，瑞典研究人員發現，包括雀巢在內的9種歐洲知名品牌嬰兒食品，含有毒重金屬砷、鉛與鎘，研究發現，如果每天餵食嬰兒2次上述品牌的食品米糊，嬰兒接觸到致癌物「砷」的數量，比餵養母乳高出50倍；接觸可破壞神經系統和腎臟功能的重金屬「鎘」，數量比餵養母乳多出150倍。雀巢廠商則堅稱，這些有毒物質在產品中含量極低，不會危害嬰兒健康。後於亞洲地區雀巢展開危機處理，於中國大陸地區官網跳出顯著提示关于瑞典报道的婴幼儿食品中含有微量锰、镉和砷的研究报告，此报道中所提及的雀巢产品并未在中国进口、生产和销售，而亞洲其餘國家的官網沒有顯著提示。

### 泡麵含鉛事件
2015年印度政府對雀巢公司提起訴訟，舉出雀巢品牌Maggi違反食品標籤上的標示含量，其泡麵中有高過安全值的鉛及味精含量。此品牌產品曾經一度佔印度麵類總銷售額的60％。最初由勒克瑙(Lucknow)市的食品部門發起此一事件，監測出問題泡麵，因社群媒體的傳播而被迅速流傳，許多邦對Maggi食品展開檢驗，並對Maggi麵條下達禁售令，事情大舉發生後全球首席執行長Paul Bulcke到新德里處理此危機，之後印度全國食品安全監管部門下令雀巢召回所有Maggi麵條，並要求全部下架。

### 劣質零食事件
2021年美国广播公司ABC报道，美國農業部表示已經與雀巢公司達成協議，将在美国销售的一款名为義式臘腸捲餅总计約345.6吨的零食召回，因為該零食因未明的原因混入「異物」，多數是碎玻璃等物體。公司方表態根據出貨單此批貨物只出貨于美國零售商，但二級零售商的去向無法追蹤。

### 塑料瓶
环保团体向加拿大广告标准机构（Advertising Standards Canada）提起投诉，反对雀巢公司。在2008年10月，雀巢在全页广告中宣称：“大多数水瓶避免进入垃圾填埋场，并得到回收”，“Nestlé Pure Life是一个健康、环保的选择”，以及“瓶装水是世界上对环境影响最小的消费品。” 环保团体的一位发言人表示：“雀巢声称其瓶装水产品在全球消费品中对环境影响最小是无法得到有效支持的。”但在雀巢於2008年提出的企业公民报告中指出，他们的许多瓶子最终进入固体废弃物流，并且大多数瓶子没有被回收。 该广告活动被称为漂绿。 雀巢为其广告辩护，称他们将展示他们在其活动中的真实性。

## 旗下品牌

### 产业
- 雀巢專業餐飲（Nestle Professional）
- 雀巢牛奶公司（生產冰淇淋、牛奶）
- 百福豆腐、甜品、豆漿
- 雀巢水業集團（包含雀巢優活（Nestlé Pure Life）、毕雷矿泉水（Perrier）等品牌）
- 雀巢健康科學（Nestle Health Science）

#### 營養補給品
- 雀巢健康科學
- 雀巢營養
- 雀巢能恩奶粉
- 雀巢佳膳營養品（Nutren）
- 嬰兒食品（Gerber）

#### 飲品
- 奈斯派索（Nespresso）
- 雀巢咖啡（Nescafe）
- 雀巢冰爽茶（Nestea，中国大陆称“雀巢茶萃”）
- 克寧奶粉（Klim）
- 惠氏奶粉
- 雀巢美祿（Milo）
- 雀巢檸檬茶
- 雀巢奶茶
- Nestle Bliss（改为Lactel Bliss）
- 沛綠雅

#### 冰品
- Dreyer's皇牌雪糕
- 五羊牌雪糕（2021年将运营权转让至越秀企业 (集团)旗下风行牛奶）
- 粤新意（雀巢运营时期原五羊牌旗下部分产品）
- 呈真
- Mövenpick 莫凡彼冰淇淋
- Häagen-Dazs哈根達斯冰品（僅在美國及加拿大）

#### 調味品
- 美极调味品（Maggi）
- 三花淡奶（Carnation）
- 鷹嘜煉奶（Eagle）

#### 零食
- 奇巧巧克力（Kit Kat）
- 甘脆朱古力（Crunch）
- 聰明豆（Smarties）
- 宝路糖果（Polo）
- 能得利（Frutips）

#### 寵物食品
- 喜躍寵物食品（Friskies）
- 普瑞纳寵物食品（Purina）
- 貓倍麗寵物食品（Monpetit）

### 護理保健
- Bübchen[30] （在臺灣有時譯作「德國貝恩」[31]）

## 持股
- （23.17%（1.3億股），第2大股東）
- 太太樂（80%）
- 豪吉
- 云南大山饮品有限公司
- 徐福記 （100%）
- San pellegrino
- 加拿大的的速凍薄餅業務品牌DiGiorno、Tombstone、CPK（加州匹薩廚房）、Jack's和Delissio
- 藍瓶咖啡